# Francesco Tricomi
Francesco Giacomo Tricomi (Nápoles, 5 de maio de 1897 — Turim, 21 de novembro de 1978) foi um matemático italiano.
Foi palestrante convidado do Congresso Internacional de Matemáticos em Bolonha (1928) e em Zurique (1932). De 1943 a 1945 e de 1948 a 1951 esteve no Instituto de Tecnologia da Califórnia em Pasadena, onde colaborou na elaboração do manual de funções especiais para o Projeto Bateman, juntamente com Arthur Erdélyi, Wilhelm Magnus e Fritz Oberhettinger.

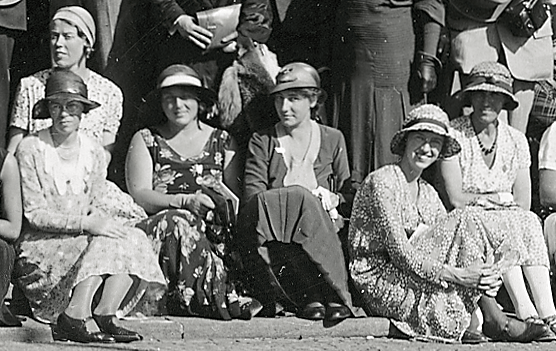
Sra. Tricomi (centro) acompanhou Francesco Tricomi no Congresso Internacional de Matemáticos em Zurique, 1932.

## Obras
- Vorlesungen über Orthogonalreihen. Springer, Berlin, 1955 (italiano: 1948); segunda edição, 1970
- Integral Equations. Nova Iorque : Dover, 1985, ISBN 0-486-64828-1
- Differential Equations. Hafner, 1961
- com Carlo Ferrari: Transsonic Aerodynamics. Nova Iorque : Academic Press, 1968 (italiano, 1962)
- Funzioni Analitiche. Bolonha : N. Zanichelli, 1961
- Funzioni ipergeometriche confluenti. Roma : Cremonese, 1955
- Elliptische Funktionen. Berlim : Geest & Portig, (italiano, 1937)
- Lezioni di analisi matematica. CEDAM, 1965
- Esercizi e complementi di analisi matematica. CEDAM, 1951
- Equazioni a derivate parziali. Roma : Cremonese, 1957
- com  A. Erdélyi, W. Magnus, F. Oberhettinger: Higher transcendental functions. 3 volumes, Nova Iorque : McGrawHill, 1953 e Tables of integral transforms. 2 volumes, McGraw Hill, 1954
- La mia vita di matematico attraverso la cronistoria dei miei lavori (Bibliografia commentata 1916−1967). Pádua, 1967